# 國家社會主義黑金屬
國家社會主義黑金屬（National Socialist black metal，縮寫NSBM）是黑金屬音樂場景中的一個政治運動和次流派，宣揚新納粹主義、新法西斯主義和白人至上主義意識形態。NSBM藝術家通常將新納粹主義的意象和意識形態與歐洲族裔的異教、撒旦教或納粹神秘主義相結合，並從種族主義角度強烈反對基督教、伊斯蘭教和猶太教。儘管NSBM被視為黑金屬內的一個民族主義運動，但並不被視為一個獨立的音樂類型。根據Mattias Gardell的說法，NSBM音樂家將這種意識形態視為“黑金屬中固有的政治和精神異議的合乎邏輯的延伸”。
NSBM藝術家並不總是在音樂中明確表達他們的政治信仰，而是在舞台外表達自己的信仰。保持極右翼或白人民族主義信仰但不在音樂中表達的藝術家通常不會被整個黑金屬場景視為NSBM，但可能會被外部分析人士標記為NSBM。有些黑金屬樂隊也只是出於震撼效果，就像一些龐克搖滾和重金屬樂隊一樣，暗示納粹德國。雖然一些黑金屬愛好者會抵制NSBM藝術家，但許多人對此漠不關心，或者聲稱欣賞音樂而不支持音樂家。
NSBM的出現與早期挪威黑金屬場景在20世紀90年代初的崛起相吻合，特別是通過Burzum樂隊，其唯一成員Varg Vikernes將他的反基督教信仰發展成日益白人至上主義和新納粹主義形式的異教信仰。德國樂隊Absurd進一步發展了蓬勃發展的NSBM場景，具有明確的新納粹主義歌詞和藝術主題。美國的Judas Iscariot和Grand Belial's Key樂隊也參與了此時已經國際化的NSBM運動（前者後來與該運動保持距離）。隨著該運動在國際間擴展，它開始與現有的白人至上主義音樂形式（如反共主義搖滾、仇恨核心音樂和歐依樂的極右派派系）重疊。新納粹唱片公司Resistance Records開始發行NSBM音樂，甚至購買了Vikernes的唱片公司Cymophane Records。美國的白人至上主義政治組織National Alliance的主要人物威廉·路德·皮爾斯（William Luther Pierce）也對該運動產生了興趣，並在Absurd樂隊主唱Hendrik Möbus逃離德國逃避逮捕時提供幫助。在21世紀初，烏克蘭樂隊（如Kroda）和俄羅斯樂隊M8l8th繼續推動這一場景在東歐的流行。2012年，NSBM Asgardsrei音樂節在俄羅斯莫斯科成立，然後在2014年搬到了烏克蘭基輔，與烏克蘭民族主義網絡Azov營的活動密切相關，成為國際上新納粹主義和其他極右政治的樞紐。

## 黑金屬
黑金屬起源於1980年代，源自於敲擊金屬樂隊（例如Venom）的作品，他們的1982年專輯《Black Metal》首次使用了這個詞彙。其他樂隊，如Mercyful Fate、Bathory、Slayer、Hellhammer、Celtic Frost和Sodom，也在黑金屬的形成過程中起到了推動作用。這些樂隊並未形成特定的場景，也沒有共同的音樂風格。這個流派通常要求歌詞內容反基督教、撒旦主義、新異教或二者的結合。最初，“黑金屬”這個詞和“撒旦主義金屬”是可以互換使用的。更嚴格的定義則要求樂隊信奉撒旦教才能被歸類為黑金屬。
最初來自相同環境的非撒旦教樂隊使用其他術語來形容他們的音樂，例如異教金屬或維京金屬。在1980年代末至1990年代初，挪威早期黑金屬場景崛起，由Mayhem、Thorns、Immortal、Darkthrone、Burzum、Emperor、Satyricon和Ulver等樂隊推動，確立了更具特定聲音特點的挪威黑金屬，並成為整個黑金屬的主要流派，儘管其他風格的黑金屬，如戰爭金屬，仍然存在。
挪威黑金屬的共同特點包括快節奏、爆破節奏和雙踢鼓，尖銳的尖叫式咆哮聲，高度失真的吉他演奏，不論是低保真還是高質量的錄音，強調氛圍和一種“邪惡”的美學。有時會使用鍵盤，並加入新古典、民間和環境音樂元素。藝術家們經常在屍體油漆中現身並使用化名。許多黑金屬藝術家偏好地保持地下性質，遠離主流接觸，甚至刻意遠離觀眾並展示反社會行為。